# جوانمرد (بهي دهبكري)
جوانمرد (بالفارسية: جوانمرد) هي مستوطنة تقع في إيران في قسم بهي دهبکري الريفي. يقدر عدد سكانها بـ 787 نسمة .